# Eurhadina dina
Eurhadina dina är en insektsart som beskrevs av Irena Dworakowska 2002. Eurhadina dina ingår i släktet Eurhadina och familjen dvärgstritar. Inga underarter finns listade i Catalogue of Life.